# Henri Viotta
Henri Viotta   (Amsterdam, 16 de juliol de 1848 - Montreux, 18 de febrer de 1933) fou un compositor i director d'orquestra holandès. Va ser el fundador i primer director de direcció de la "Residentie Orkest". També va ser advocat.

## Formació
Viotta era d'una família musical. El seu pare, el metge-músic Joannes Josephus Viotta, va ser el compositor de moltes cançons encara conegudes de les lletres de Jan Pieter Heije. Henri Viotta va rebre per primera vegada l'educació musical del seu pare, va assistir a l'escola de música de Wilhelmus Smits i es va implicar primerenc en l'estudi de les òperes. Quan tenia deu anys va escoltar per primera vegada Tannhäuser de Richard Wagner i això li va causar una profunda impressió. Els anys 1864 i 1865 va estudiar violoncel i piano al Conservatori de Colònia. Va donar classes de música durant diversos anys, però el 1871 es va inscriure a la Universitat de Leiden a la Llei d'estudi. Durant els seus estudis va dirigir una representació de la missa que va compondre i va integrar els Feestmars per a un lustre de la Universitat. El 1876 Viotta va visitar el primer "Bühnenfestspiel" a Bayreuth i va veure l'estrena de Der Ring des Nibelungen, que va portar a un extens assaig sobre Wagner a la revista De Gids. També va continuar els seus estudis i es va doctorar el 1877 amb la dissertació El copyright del compositor.

## Carrera
Viotta ara va escriure el drama musical The Seven Ravens. Només han sobreviscut el Foreplay i una Marxa nupcial. El 1878, després de realitzar un concert de la Vereniging Amstels Mannenkoor, se li va demanar que assumís el càrrec de director d'aquesta associació. Tot i això, Viotta es va quedar amb la seva decisió de practicar l'art exclusivament com a hobby i es va inscriure com a advocat a Amsterdam. També va publicar reportatges musicals al diari "Het Noorden", més tard a l'"Amsterdam Courant". Viotta també va publicar assajos a les revistes De Gids i Caecilia i es va acostar als editors Roothaan i Bührman per editar un Lexicon of Toonkunst (1879-1885). Després de la mort de Wagner el 13 de febrer de 1883, va escriure la biografia de Richard Wagner, la seva vida i les seves obres. El mateix any va fundar l'Associació Wagner, de la qual va esdevenir director. L'objectiu de l'associació eren les obres de la nova escola alemanya, en particular les de Wagner i Franz Liszt i també algunes obres d'Hector Berlioz, per donar a conèixer els amants de la música. L'associació Wagner organitzava regularment actuacions d'òperes de Wagner, normalment amb Viotta com a director d'orquestra. El 1905, per exemple, va dirigir la primera actuació europea de Parsifal fora de Bayreuth. Va ser un acte controvertit, ja que Cosima Wagner, vídua del compositor, havia prohibit les actuacions fora d'aquesta ciutat.
Al món de la música holandesa d'aquells dies, que estava dominat per un compositor conservador com Johannes Verhulst, que no veia res en Wagner, Liszt i Berlioz, Viotta va ser un pioner de la nova música. El fet que aquests tres compositors acabin trobant reconeixement als Països Baixos no és menys important gràcies a Viotta.
El 1886 Viotta va ser elegit director de la societat cantant Excelsior. Sota el seu lideratge, es van representar obres de Berlioz com La damnation de Faust, Messe des Morts i Roméo et Juliette, de Vincent d'Indy com Le chant de la cloche i de Peter Benoit com el Lucifer. El 1889 Viotta va ser elegit director de la "Caecilia Society". Aquell any també va fundar la revista mensual per a la música què va donar una plataforma a les idees del "nou art" en general i a les idees de Wagner en particular. La revista només va durar cinc anys. També es va convertir en assistent musical a "De Telegraaf" i va actuar com a empleat permanent de la revista De Gids. Els anys 1893-1896 va publicar la sèrie de fulletons Sobre artistes de to contemporani (editada per "Van Holkema & Warendorf"). El 1900 va aparèixer Helden der toonkunst amb HD Tjeenk Willink & Zoon a Haarlem amb 32 retrats de compositors. Viotta va ser director del Conservatori Reial del 1896 al 1919 i el 1904 va ser el fundador de la Residència Orquestra, del qual va romandre director i director fins al 1917.
El 1919, Viotta va renunciar a les seves funcions. El 1920 s'instal·là a Clarens, Suïssa. Posteriorment es va traslladar a Montreux, on va morir el 1933. Entre 1920 i 1925, va editar una revista de música mensual de Suïssa amb el nom de "Kunst".
Viotta es va casar dues vegades i va tenir un fill del seu primer matrimoni.

## Composicions[2]
- Ouverture in Es (1862)
- Mis voor mannenstemmen en orgel (1868)
- Symfonisch gedicht Columbus (1868)
- Strijkkwartet
- Concert voor violoncel
- Feestmars bij het 300-jarig bestaan der Leidsche Universiteit (1875)
- Ouverture en Bruidsmars uit de opera De zeven raven (1877)
- Verschillende marsen
- Gecomponeerde dialoog voor Webers Der Freischütz
- 12 Lieder für eine Singstimme und Piano
- Inhuldigingscantate op woorden van mr. J.E. Banck (1898)